# Tufão Nanmadol (2011)
O tufão Nanmadol, conhecido nas Filipinas como tufão Mina, foi o ciclone tropical mais forte em 2011 a atingir as Filipinas e também o segundo ciclone tropical mais intenso do mundo em 2011, e o primeiro do ano a impactar diretamente Taiwan. Tornando-se a décima primeira tempestade nomeada, a sétima tempestade tropical severa e o quarto tufão da temporada de tufões no Pacífico de 2011, o Nanmadol fez um total de três landfalls matando 26 e causando danos generalizados no valor de US$ 26 464 591. A área de baixa pressão que estava prestes a se tornar Nanmadol formou-se em 19 de agosto. Ele derivou para o norte e se tornou uma depressão tropical em 21 de agosto, uma tempestade tropical em 23 de agosto e um tufão na mesma noite. Nanmadol atingiu o pico de força com ventos de 105 kn (194 km/h; 121 mph) (dez minutos sustentados) e 140 kn (260 km/h; 160 mph) (um minuto sustentado) ameaçando as Filipinas com fortes chuvas e inundações repentinas.
Os filipinos foram alertados sobre ondas altas, ventos fortes e chuvas muito fortes no fim de semana com sinal de tempestade 4 levantado em partes da Nação. Lá, fortes ventos derrubaram árvores, linhas de energia e comunicação, provocando quedas de energia nas províncias de Cagaiã e Isabela. Os rios transbordaram ao receber toneladas de água da chuva, transbordando pelo menos seis pontes nas duas províncias. O tufão quase não se moveu em 24 horas, trazendo chuvas implacáveis ao arquipélago, causando o colapso do muro de contenção do lixão de Baguio. Além disso, as principais linhas de energia do país foram derrubadas, causando falhas totais de energia em Benguet, Cagaiã, Apayao, Kalinga e nas províncias montanhosas.

## História meteorológica
No final de 19 de agosto, uma área de baixa pressão se desenvolveu ao norte de Palau. No início do dia 20 de agosto, o sistema tornou-se mais organizado e desenvolveu um centro de circulação de baixo nível. O sistema então virou para o norte e continuou a derivar para o norte até 21 de agosto, quando a Agência Meteorológica do Japão (JMA) atualizou a área de baixa pressão para uma depressão tropical a leste das Filipinas. O Joint Typhoon Warning Center (JTWC) também emitiu um Alerta de Formação de Ciclone Tropical (TCFA) sobre o sistema, informando que o sistema estava tornando-se melhor organizado. Mais tarde naquele dia, a Administração de Serviços Atmosféricos, Geofísicos e Astronômicos das Filipinas (PAGASA) começou a monitorar o sistema como uma depressão tropical e o nomeou Mina. No final de 22 de agosto, o sistema tornou-se mais bem organizado, levando o JTWC a iniciar avisos sobre o sistema, designando-o 14W.
Em 23 de agosto, o JMA atualizou 14W para uma tempestade tropical, nomeando-a Nanmadol. Durante a noite, o sistema continuou a se intensificar e no início de 24 de agosto, o JMA transformou Nanmadol em uma forte tempestade tropical. Mais tarde naquele dia, as bandas convectivas melhoraram e Nanmadol desenvolveu uma característica semelhante a um olho. Como resultado, Nanmadol continuou a intensificar-se rapidamente e tornou-se um tufão, por volta da meia-noite daquele dia. O JTWC originalmente antecipou um efeito Fujiwara de Nanmadol em Talas, um ciclone tropical mais fraco a leste de Nanmadol. No entanto, os dois ciclones se afastaram um do outro com pelo menos 1,000 nmi (1,900 km; 1,200 mi) de distância entre eles. Isso levou o JTWC a mudar sua previsão no sistema, de virar para o leste e interagir com Talas, para se mover para o oeste e atingir as Filipinas. Em 26 de agosto, Nanmadol atingiu o pico de força com ventos de 100 kn (190 km/h; 120 mph) (dez minutos sustentados) e 140 kn (260 km/h; 160 mph) (um minuto sustentado) alcançando o status de Categoria 5 no SSHS. O tufão desenvolveu um grande olho com um diâmetro de 18 nmi (33 km; 21 mi) com bandas convectivas profundas altamente simétricas envolvidas.

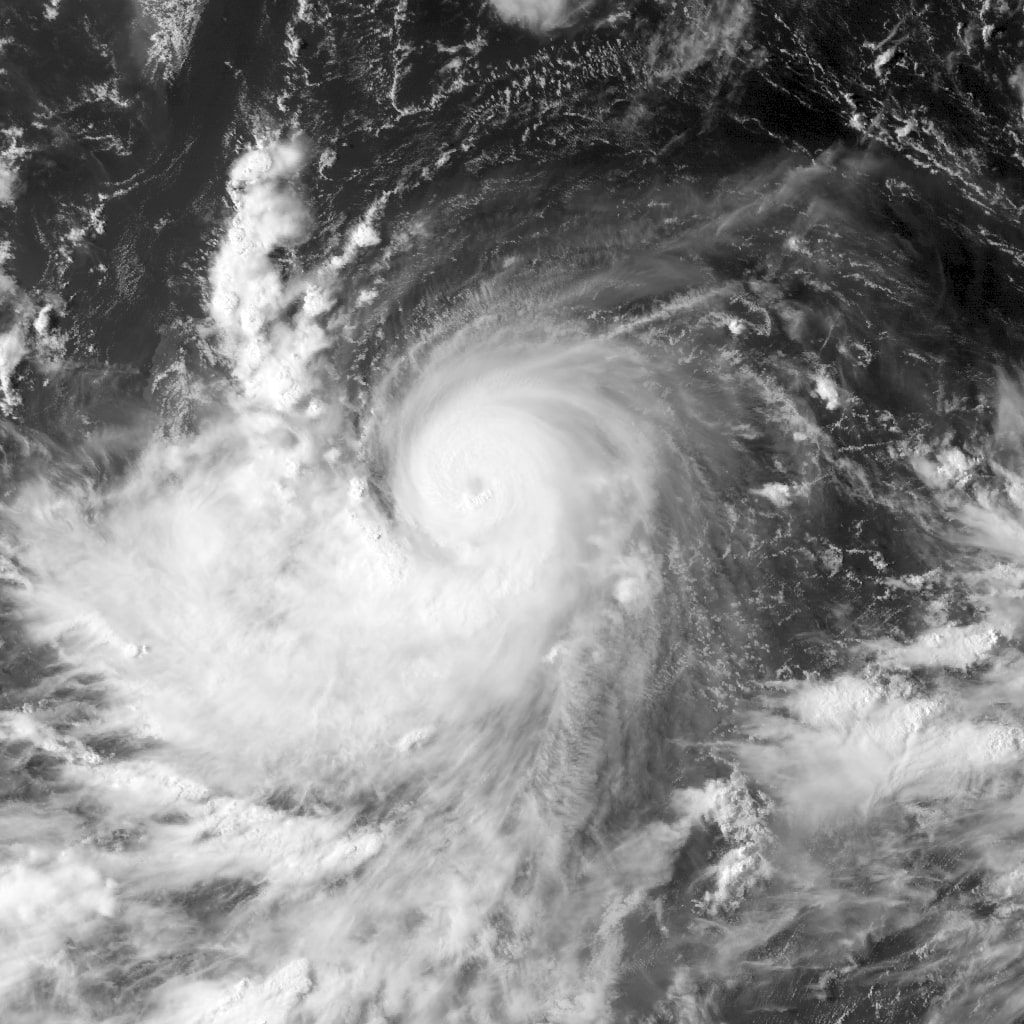
Tufão Nanmadol se intensificando rapidamente na costa das Filipinas em 25 de agosto

Nanmadol continuou para noroeste e atingiu a costa em Gonzaga, Cagayan, Filipinas, com ventos fortes de mais de 95 kn (176 km/h; 109 mph). Depois de interagir com a terra, o olho de Nanmadol ficou cheio de nuvens e a parede do olho no semicírculo norte foi corroída, causando o enfraquecimento do sistema. No entanto, o tufão manteve bandas convectivas fortemente curvas e convecção central por muito tempo após atingir terra. O tufão manteve um escoamento favorável de nível superior, embora localizado em uma cordilheira subtropical de nível médio. À medida que Nanmadol começou a se afastar de Lução, o olho tornou-se mais evidente e a convecção central tornou-se consolidada com bandas curvas. No entanto, o tufão não manteve isso por muito tempo. Nanmadol não conseguiu recuperar muito bem da interação com a terra e começou a enfraquecer à medida que o topo das nuvens estava aquecendo e o olho estava sendo preenchido com nuvens novamente. Durante as primeiras horas de 28 de agosto, Nanmadol lutou para se fortalecer após passar pelas Ilhas Babuyan. O olho ficou completamente nublado e as bandas de chuva mais externas cruzaram Taiwan. Isso levou o JMA a rebaixar Nanmadol para uma tempestade tropical severa. Mais tarde naquele dia, a convecção central começou a diminuir à medida que o sistema se aproximava do sul de Taiwan. Naquela época, estava localizada a aproximadamente 245 nmi (454 km; 282 mi) ao sul de Taipé na periferia de uma cordilheira subtropical de nível médio. Nanmadol continuou a enfraquecer à medida que se aproximava de Taiwan e os ventos diminuíram rapidamente para menos de 75 kn (139 km/h; 86 mph) (um minuto sustentado), tornando Nanmadol um tufão mínimo no SSHS. Ele manteve uma parede de olho mal definida ao sul com bandas convectivas envolvidas no centro cheio de nuvens.
No final de 28 de agosto, Nanmadol fez o segundo landfall sobre a cidade de Dawu no condado de Taitung, Taiwan e começou a enfraquecer. Após uma tremenda explosão de convecção no sul de Taiwan, a interação terrestre enfraqueceu severamente o sistema. Uma forte crista subtropical em direção ao nordeste da tempestade começou a empurrar Nanmadol para o noroeste em um ritmo cada vez mais rápido. Logo, Nanmadol acelerou em direção ao noroeste e entrou no Estreito de Taiwan, com bandas convectivas fragmentadas envoltas em um centro adequadamente definido. A passagem por terra enfraqueceu o sistema rapidamente, levando o JTWC a rebaixar Nanmadol para uma tempestade tropical com ventos abaixo de 50 kn (93 km/h; 58 mph). Eventualmente, a JMA também rebaixou Nanmadol para uma tempestade tropical com ventos abaixo de 45 kn (83 km/h; 52 mph). Naquela época, estava localizado a oeste de Tainan, Taiwan com 30 kn (56 km/h; 35 mph) ventos de 220 nmi (410 km; 250 mi) para o nordeste e 140 nmi (260 km; 160 mi) em direção ao sudoeste.
Em 30 de agosto, Nanmadol diminuiu a velocidade e ficou quase estacionário. O centro de circulação de baixo nível ficou exposto e as bandas convectivas curvas moveram-se para o sul do sistema. Logo começou a experimentar forte cisalhamento do vento e enfraquecimento contínuo. O cisalhamento empurrou a convecção para aproximadamente 70 kn (130 km/h; 81 mph) ao sul do LLCC. O sistema também acelerou em direção à China a 08 kn (15 km/h; 9.2 mph) e enfraqueceu para uma tempestade tropical mínima. Após seu terceiro pouso em Fuquiém, na China, Nanmadol enfraqueceu rapidamente, levando o JTWC e o JMA a emitir seus avisos finais sobre o sistema.

## Preparações

### Filipinas

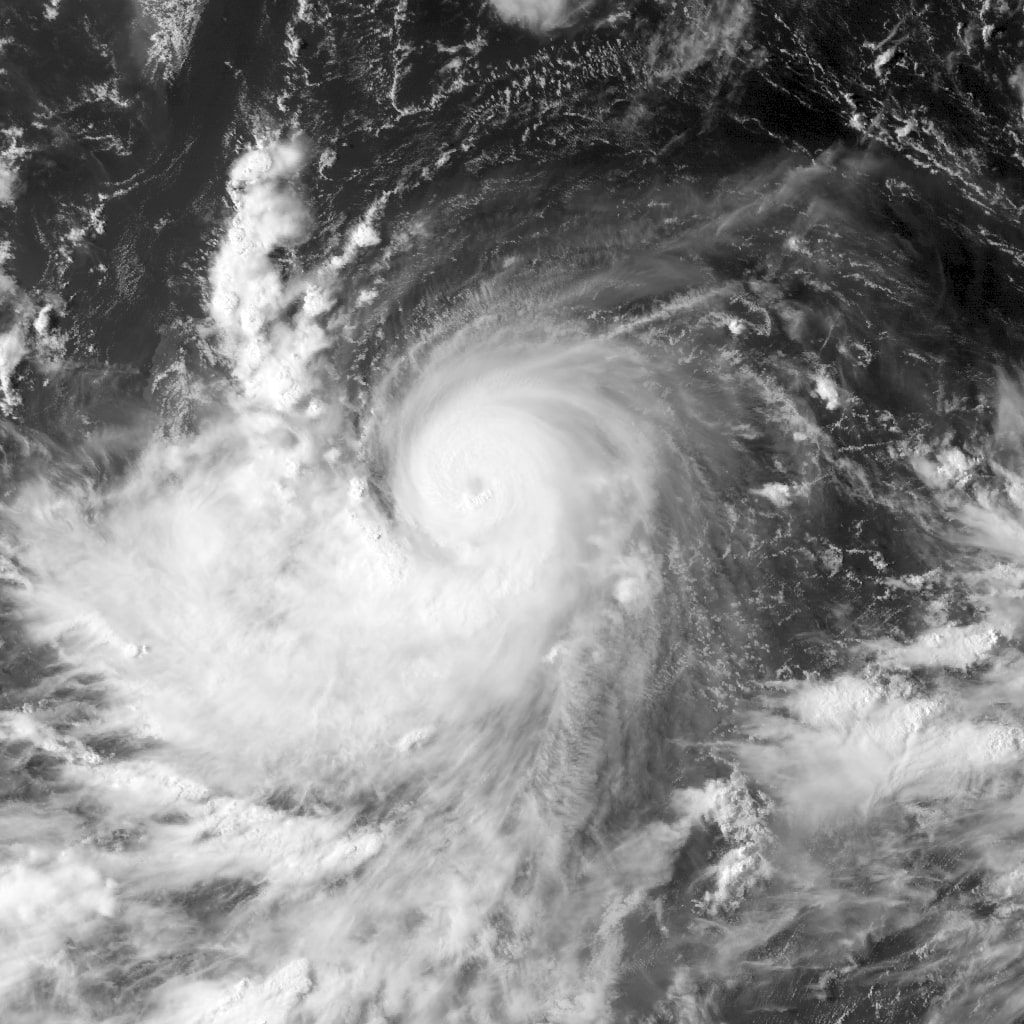
Tufão Nanmadol se intensificando perto das Filipinas em 25 de agosto

Em 25 de agosto, os residentes do norte das Filipinas começaram a se preparar para Nanmadol, quando o governo filipino os avisou sobre fortes chuvas e inundações repentinas depois que o tufão em movimento lento atingiu a costa. No dia seguinte, quando Nanmadol se tornou perigosamente forte, o sinal de alerta de tempestade 3 foi levantado sobre as províncias de Isabela e Cagayan, incluindo as Ilhas Babuyan. Os moradores foram alertados sobre ondas altas, ventos fortes e chuvas muito fortes no fim de semana. Além disso, as pessoas que vivem em áreas baixas foram instruídas a se preparar para enchentes e deslizamentos de terra. O Departamento de Saúde das Filipinas emitiu um alerta branco para seus subordinados ao longo do caminho de Nanmadol, ordenando-lhes que estocassem remédios e suprimentos para que as vítimas não precisassem comprá-los no momento da necessidade.
Como Nanmadol continuou a se intensificar rapidamente, o sinal de tempestade foi atualizado para 4 em algumas partes de Cagayan. Rapidamente, a Polícia Nacional das Filipinas foi totalmente ativada quando Nanmadol se intensificou ao se aproximar da costa nordeste das Filipinas. O PNP foi ordenado a estar em estreita coordenação com as Forças Armadas das Filipinas e o Gabinete de Defesa Civil. Além disso, a Administração de Serviços Atmosféricos, Geofísicos e Astronômicos das Filipinas informou que, embora Nanmadol estivesse se intensificando rapidamente, não eram mais esperadas chuvas fortes. O PAGASA disse que, ao contrário de Ketsana em 2009, Nanmadol carregou menos água da chuva e despejaria menos chuva quando comparado a Ketsana. Em 27 de agosto, vários voos foram cancelados quando o tufão se aproximou inesperadamente das Filipinas. Várias embarcações marítimas também foram alertadas sobre as condições do mar muito agitadas no fim de semana.

### Taiwan
Em 26 de agosto, o Central Weather Bureau emitiu um alerta marítimo, pois não esperava mais um efeito Fujiwhara, que poderia afastar Nanmadol de Taiwan. Previa-se que Nanmadol varreria a costa leste de Taiwan. Todos os navios que passam pelo Canal Bashi foram avisados para se manterem atualizados sobre o tufão. Além disso, os residentes de Taiwan foram avisados sobre possíveis chuvas fortes e ventos fortes a partir de segunda-feira, 29 de agosto.
Em 27 de agosto, o Centro Central de Operações de Emergência de Taiwan anunciou que estava totalmente preparado para qualquer tipo de contingência desencadeada pelo tufão. Além disso, a polícia de Hualien montou um bloqueio para impedir que as pessoas se aproximassem da praia onde foram detectadas ondas altas. Além disso, os residentes dos condados de Pingtung e Taitung foram convidados a se preparar para chuvas torrenciais e ventos fortes. O Partido Democrático Progressista da Oposição adiou sua reunião do congresso nacional para a segurança dos membros do partido e para permitir que seus trabalhadores se concentrassem no trabalho de socorro ao tufão.
Em 28 de agosto, Ma Ying-jeou, o presidente de Taiwan ordenou a evacuação de milhares de pessoas de áreas vulneráveis, dizendo que um tufão lento poderia resultar em mais danos e baixas do que o normal. O Ministério da Defesa de Taiwan mobilizou cerca de 35 000 soldados para estarem prontos para ajudar o maior número possível de pessoas quando o tufão chegar. Os soldados estavam de posse de geradores portáteis de energia, bombas d'água e veículos de assalto anfíbios.
Em 29 de agosto, escritórios e escolas foram fechados e um alerta amarelo, o segundo mais baixo no sistema de alerta de tempestade de quatro níveis do país, foi emitido pelo National Marine Environmental Forecasting Center. Além disso, a Administração Ferroviária de Taiwan interrompeu os serviços na Linha South-Link com medo de que fortes chuvas pudessem provocar deslizamentos de terra e causar acidentes ferroviários. A Direção-Geral de Estradas fechou a estrada de Suhua dizendo que a área através da qual a estrada foi construída é mais propensa a deslizamentos de terra durante os tufões .

### China
Depois que Nanmadol deixou a nação insular de Taiwan e entrou no estreito de Taiwan, as autoridades locais começaram a chamar de volta vários milhares de navios, informando-os sobre a forte chuva que o tufão estava derramando. Os departamentos de assuntos marítimos das cidades de Fuzhou, Putian, Quanzhou, Xiamen e Zhangzhou ativaram o alerta vermelho, o nível mais alto na escala chinesa, ordenando que todos os navios retornassem ao porto o mais rápido possível. Espera-se que a tempestade traga fortes chuvas torrenciais e inundações repentinas quando atingir a parte sul da província de Fujian. Para o seguro de segurança, os trens-bala ao longo das linhas ferroviárias de alta velocidade Wenzhou-Fuzhou e Fuzhou-Xiamen foram ordenados a operar lentamente ou suspender os serviços completamente se o sistema de vigilância detectar algum perigo. Além disso, a rota marítima que liga Xiamen, na província de Fujian, no leste da China, e Kinmen (Quemoy), em Taiwan, foi fechada às 14h, horário local, quando a tempestade entrou no estreito. Os paredões originalmente construídos para resistir à forte tempestade de Nanmadol foram descobertos com várias rachaduras, cada uma medindo dois metros de comprimento ao longo da costa de Jinjiang, na vila de Weitou.

## Impacto
| País      | Vítimas | Vítimas | Vítimas     | Danos (USD)       |
| País      | Mortes  | Lesões  | Ausência de | Danos (USD)       |
| --------- | ------- | ------- | ----------- | ----------------- |
| Filipinas | 35      | 37      | 8           | US$ 907,9 milhões |
| Taiwan    | 1       | 0       | 0           | US$ 502,6 milhões |
| China     | 2       | 20      | 6           | US$ 83,13 milhões |
| Total     | 38      | 57      | 14          | US$ 1,49 bilhão   |

### Filipinas
Em 23 de agosto, as bandas de chuva do sistema causaram fortes chuvas na província de Zamboanga del Sur, nas Filipinas, provocando um deslizamento de terra. No entanto, ninguém foi relatado como morto ou ferido. Em 26 de agosto, o Conselho Nacional de Gestão e Redução do Risco de Desastres (NDRRMC) informou que um pescador desapareceu depois que moradores locais relataram que encontraram sua banca vazia. Naquele dia, o tufão gerou um tornado na província de Biliran, destruindo três prédios escolares. Nenhuma criança foi relatada como morta ou ferida.

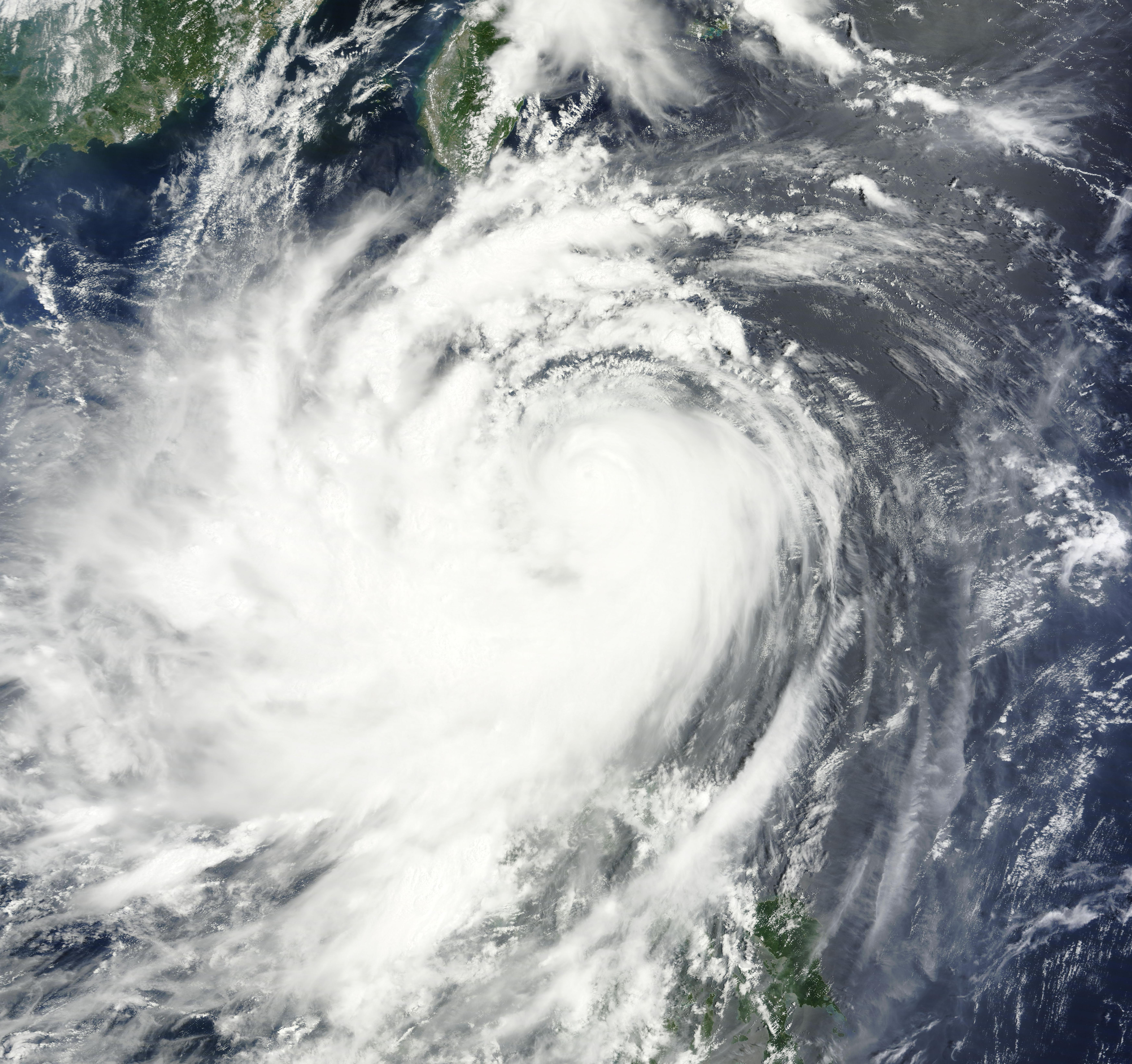
Tufão Nanmadol sobre o norte de Luzon, Filipinas, em 27 de agosto

Em 27 de agosto, Nanmadol atingiu a ponta norte do país, trazendo fortes chuvas, causando deslizamentos de terra. Nanmadol, o tufão mais forte a afetar as Filipinas em 2011, matou duas crianças em um deslizamento de terra e deixou dois pescadores desaparecidos. Mais tarde, o NDRRMC iniciou evacuações forçadas em algumas áreas da província de Cagayan depois que o sinal de alerta de tempestade 4 foi levantado. O olho do tufão passou sobre a cidade de Santa Ana com o acúmulo de chuva em 24 horas acima 16 in (400 mm). O tufão também aumentou o fluxo de monções do sudoeste nas Filipinas, trazendo fortes chuvas e rajadas. Outro grande problema foi que o tufão desacelerou após o landfall e não se moveu muito em seis horas, deixando a metade norte do país em perigo por um longo período de tempo. Cerca de treze famílias foram evacuadas da província de Isabela, atingida anteriormente pelo tufão, pois os governantes ordenaram aos funcionários da barragem que liberassem água se as condições piorassem na barragem de Magat. Os fortes ventos de Nanmadol derrubaram árvores, linhas de energia e comunicação, provocando quedas de energia nas províncias de Cagayan e Isabela. Além disso, o sistema gerou outro tornado que destruiu cerca de 18 casas na província de Ilocos Norte. Os rios transbordaram ao receber toneladas de água da chuva, transbordando pelo menos seis pontes nas duas províncias. Outro deslizamento de terra na região da Cordilheira bloqueou estradas em forma de zigue-zague situadas entre montanhas. No final do dia, o NDRRMC relatou que, até então, Nanmadol matou 6, feriu 7 e deixou mais 6 desaparecidos. Eles também acrescentaram que várias cidades em Ilocos Norte foram completamente submersas pelas enchentes. Várias estradas nas províncias de Ilocos Sur, La Union e Pangasinan. O tufão quase não se moveu em 24 horas, trazendo chuvas implacáveis ao arquipélago, causando o colapso do muro de contenção do lixão de Baguio. Além disso, as principais linhas de energia do país foram derrubadas, causando falhas totais de energia nas províncias de Benguet, Cagayan, Apayao, Kalinga e Mountain.
Em 28 de agosto, o NDRRMC informou que o tufão deslocou um total de 108 788 pessoas, matando sete, ferindo dez e deixando mais seis desaparecidos. Um total de 93 casas foram danificadas, incluindo 16 totalmente destruídas. Um total de nove pontes e 28 estradas permaneceram intransitáveis devido à inundação. A energia foi restaurada em muitas províncias, incluindo Isabela, as linhas de comunicação estavam funcionais. A única província que ficou sem energia foi Aurora. Em 29 de agosto, o NDRRMC aumentou ainda mais o número de mortos para 12, o número de feridos para 21 e o número de desaparecidos para 9. Eles acrescentaram que duas pessoas de Baguio e Benguet foram mortas em deslizamentos de terra atribuídos a Nanmadol. Em seu relatório, eles também mencionaram que o dano total à infraestrutura e à agricultura causado pelo Nanmadol foi de US$ 22.475.672. Mais tarde no mesmo dia, o NDRRMC informou que a energia foi restabelecida na província de Isabela. Além disso, continuou a aumentar o número de mortos, chegando a 16, e o número de desaparecidos em 8. O dano total à agricultura e infraestrutura também foi atualizado para US$ 23.748.522.
Em 30 de agosto, continuando os relatórios sequenciais após o tufão, o NDRRMC aumentou o número de mortos para 22; o número de feridos para 23 e o de desaparecidos para 12. Além disso, eles relataram que o número total de casas danificadas foi de 1.316 com 32 totalmente destruídas. O dano total à agricultura e infraestrutura também aumentou para US$ 26.119.801. Mais tarde, no mesmo dia, o NDRRMC aumentou ainda mais o número de mortos para 25; o número de feridos para 32 e rebaixou o número de desaparecidos para 7 relatando que 5 pescadores de Pangasinan foram resgatados. Além disso, eles incluíram que, após Nanmadol, um total de 47 incidentes, incluindo 14 inundações repentinas, 12 deslizamentos de terra, 8 tornados, 6 acidentes marítimos, 1 acidente veicular, 4 estruturas desmoronadas, 1 queda de raio e 1 erosão do solo foram monitorados. Continuando os relatórios situacionais diários, o NDRRMC em 1º de setembro aumentou o número de mortos para 29, o número de feridos para 37 e rebaixou o número de desaparecidos para 5. Eles também aumentaram o dano total de Nanmadol à agricultura e infraestrutura para US$ 33.158.317.
Em 2 de setembro, Benguet e Baguio foram declarados em estado de calamidade pelo NDRRMC. Além disso, a Secretaria Municipal de Saúde de Dagupan realizou uma pesquisa em sua área de responsabilidade para verificar se houve aumento de doenças transmitidas por enchentes. O NDRRMC confirmou mais mortes, aumentando o número para 33, e o número de desaparecidos para 8 e o custo total dos danos à agricultura e infraestrutura para US$ 33.711.271. Após uma reanálise completa, o número de mortos foi aumentado para 35 e o dano foi estimado em US $ 34.521.216. As perdas econômicas totais nas Filipinas foram estimadas em Php 40,9 bilhões (US$ 907,9 milhões).

#### Sinal público de alerta de tempestade mais alto
| PSWS# | Luzon | Visayas | Mindanau |
| ----- | --- | ------- | -------- |
| 4     | Norte de Cagayan, Grupo de Ilhas Babuyan                                                                    | Nenhum  | Nenhum   |
| 3     | Isabela, Apayao, Resto de Cagayan, Grupo de Ilhas Batanes                                                   | Nenhum  | Nenhum   |
| 2     | Northern Aurora, Quirino, Ifugao, Mt. Província, Kalinga, Ilocos Norte, Ilocos Sur, Abra, Benguet, La Union | Nenhum  | Nenhum   |
| 1     | Resto de Aurora, Nueva Vizcaya, Nueva Ecija, Pangasinan, Tarlac, Zambales                                   | Nenhum  | Nenhum   |

### Taiwan

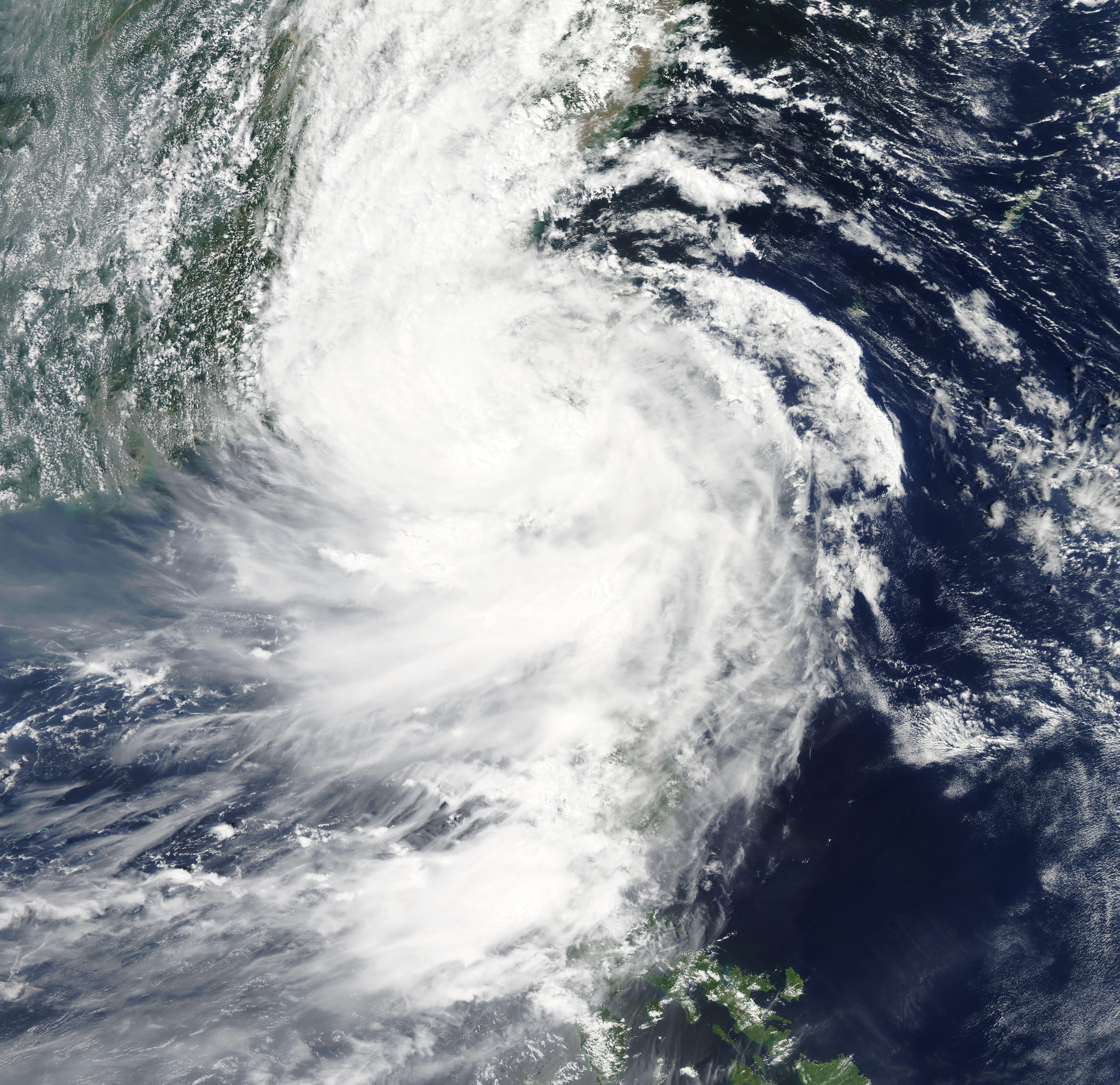
Severa tempestade tropical Nanmadol sobre Taiwan em 29 de agosto

Quando Nanmadol atingiu a costa de Taiwan, ele despejou chuvas muito fortes sobre o país. Cerca 20.8 in (528 mm) de chuva foi despejado no condado de Hualien ; 20.4 in (517 mm) em Hengchun, condado de Pingtung ; 17.7 in (449 mm) no condado de Taitung ; 11.5 in (292 mm) em Pinglin, Nova Taipei ; 10.8 in (275 mm) em Kaohsiung ; e 10.4 in (265 mm) em Taiping Mountain, Yilan County. As fortes chuvas torrenciais logo provocaram inundações na altura do joelho em vários locais do país. Vários milhares de pessoas foram evacuadas por precaução, quando Nanmadol, o primeiro tufão a impactar diretamente Taiwan desde o tufão Fanapi em 2010, atingiu a costa. O Conselho de Agricultura logo emitiu um alerta vermelho para seis áreas ribeirinhas alertando as pessoas que correm alto risco de deslizamentos de terra após fortes chuvas torrenciais despejadas pelo tufão. As primeiras estimativas de danos à agricultura foram de US$ 344.790, sendo as bananas as mais atingidas, sustentando perdas de mais de NT$ 3 milhões. A tempestade começou a ceifar vidas mais tarde naquele dia, quando os destroços atribuídos à tempestade atingiram um motociclista, matando-o quase instantaneamente. Cerca de 30.000 residências no sul e leste de Taiwan não têm eletricidade, 8.000 pessoas foram evacuadas e várias estradas e pontes foram fechadas devido às fortes chuvas.
Mesmo muito tempo depois que Nanmadol deixou Taiwan, fortes chuvas continuaram a castigar o país. Várias partes do país viram chuvas de mais de um metro e 1,5 metro, com o condado de Pingtung sendo o mais atingido de todos. As perdas econômicas totais para a nação foram estimadas em NT$ 75,5 milhões (US$ 2,6 milhões). O município de Hengchun foi completamente inundado pelas enchentes após fortes chuvas torrenciais de Nanmadol. A chuva era tão forte que um morador disse: "Nunca vi tanta água em todos os meus 60 anos". Em 30 de agosto, a Eqecat informou que o total de perdas econômicas seguradas causadas pelo Nanmadol em Taiwan poderia exceder US$ 500 milhões.

### China
Nanmadol atingiu a China como um ciclone tropical fraco, trazendo fortes chuvas, levando as autoridades locais a emitir alertas de inundação e deslizamento de terra. Além disso, uma repórter na China literalmente escapou da morte depois que uma versão extraordinariamente grande da maré do rio Qiantang (conhecida localmente como o "Dragão de Prata") amplificada pela tempestade de Nanmadol surgiu atrás dela durante uma reportagem ao vivo. O sustento de milhares de pescadores corria o risco de ser destruído. As evacuações estavam sendo realizadas com os residentes locais sendo levados para áreas mais altas. Em 31 de agosto, as autoridades da China informaram que as perdas econômicas totais causadas pelo Nanmadol na China foram de mais de 44 milhões de yuans (US$ 6,9 milhões), pois a tempestade destruiu 110 casas e mais de 138.000 pessoas foram evacuadas. Na cidade de Putian, Nanmadol matou duas pessoas, deixando quatro desaparecidas após fortes chuvas torrenciais atribuídas à tempestade. Os trens-bala foram retardados ou parados após os graves danos causados pelos restos de Nanmadol na província de Fujian. Além disso, a maré alta astronômica coincidiu com a tempestade de Nanmadol, trazendo marés altas incomuns, o que resultou no aumento da probabilidade de inundações costeiras.
Em 1 de setembro, a agência de notícias estatal chinesa Xinhua informou que a tempestade causou perdas econômicas diretas de 130 milhões de yuans ou US$ 20.354.807, com duas mortes, vinte feridos e seis desaparecidos na província de Fujian. Na província de Zhejiang, as chuvas torrenciais perturbaram a vida de 65.600 pessoas, com 160 casas derrubadas e 4.600 hectares de plantações destruídas, causando uma perda econômica direta de 532 milhões de yuans (US$ 83,13 milhões).

## Consequências

### Taiwan
Em 31 de agosto, o presidente Ma Ying-jeou visitou o condado de Pingtung, o condado mais atingido, para verificar as vítimas evacuadas. Ao contrário de Morakot em 2009, Nanmadol foi muito bem previsto e milhares de vidas foram salvas.

### Aposentadoria
Devido à quantidade extremamente alta de danos que a tempestade causou nas Filipinas, o PAGASA anunciou que o nome Mina seria retirado de suas listas de nomes de ciclones tropicais. Em junho de 2012, a PAGASA escolheu o nome Marilyn para substituir Mina na temporada de tufões do Pacífico de 2015.